# Eyalato de Anatolia
El eyalato de Anatolia (en turco otomano: ایالت آناطولی‎; Eyālet-i Anaṭolı) fue una de las dos provincias centrales (siendo Rumelia la otra) en los primeros años del Imperio otomano. Fue establecido en 1393. Formada por el oeste de Anatolia, su capital era Kütahya. Su área reportada en el siglo XIX era de 65 804 millas cuadradas (170 432,4 km²).
Se cree que el establecimiento de la provincia de Anatolia tuvo lugar en 1393, cuando el sultán Bayezid I (1389-1402) designó a Kara Timurtash como beylerbey y el virrey estaba en Anatolia, durante la ausencia de Bayezid en la campaña europea contra Mircea I de Valaquia. La provincia de Anatolia -inicialmente denominada beylerbeylik o genéricamente valiato ("provincia"), sólo después de 1591 se utilizó el término eyalato- fue la segunda en formarse después del eyalato de Rumelia, y se clasificó en consecuencia en la jerarquía de las provincias. La primera capital de la provincia fue Ankara, pero a finales del siglo XV se trasladó a Kütahya.  
Como parte de las reformas de Tanzimat, Anatolia se disolvió c. 1841  y se dividió en provincias más pequeñas, aunque varios estudiosos dan fechas conflictivas para la disolución, desde 1832 hasta 1864.

## Divisiones administrativas
| El eyalato constaba de diecisiete sanjacados (liva) en 1530 1. Sanjacado de Saruhan 2. Sanjacado de Kütahya 3. Sanjacado de Aydın 4. Sanjacado de Menteşe 5. Sanjacado de Teke 6. Sanjacado de Hamid-ili 7. Sanjacado de Karahisar-ı Sahib 8. Sanjacado de Sultan-Öni 9. Sanjacado de Hüdavendigar 10. Sanjacado de Koca-ili 11. Sanjacado de Bolu 12. Sanjacado de Kastamonu 13. Sanjacado de Kankırı (Çankırı) 14. Sanjacado de Ankara 15. Sanjacado de Alanya 16. Sanjacado de Karesi 17. Sanjacado de Biga | El eyalato constaba de diecisiete sanjacados (liva) en 1550-1551: 1. Sanjacado de Saruhan 2. Sanjacado de Kütahya 3. Sanjacado de Aydın 4. Sanjacado de Menteşe 5. Sanjacado de Teke 6. Sanjacado de Hamid-ili 7. Sanjacado de Karahisar-ı Sahib 8. Sanjacado de Sultan-Öni 9. Sanjacado de Hüdavendigar 10. Sanjacado de Koca-ili 11. Sanjacado de Bolu 12. Sanjacado de Kastamonu 13. Sanjacado de Kankırı (Çankırı) 14. Sanjacado de Ankara 15. Sanjacado de Alanya 16. Sanjacado de Karesi 17. Sanjacado de Biga |

| El eyalato constaba de quince sanjacados en 1609: 1. Sanjacado de Kütahya (Liva-i Kütahya, Pasha Sanjakı, Kütahya) 2. Sanjacado de Saruhan (Liva-i Saruhan Hass-ı Mîr Liva, (Manisa) 3. Sanjacado de Aydin (Liva-i Aydın, Aydın) 4. Sanjacado de Hüdavendigâr (Liva-i Hüdavendigâr, Bursa ) 5. Sanjacado de Kastamonu (Liva-i Kastamonu, Kastamonu ) 6. Sanjacado de Menteşe (Liva-i Menteşe, Muğla) 7. Sanjacado de Bolu (Liva-i Bolu, Bolu ) 8. Sanjacado de Ankara (Liva-i Bankara, Ankara) 9. Sanjacado de Karahisar-i Sahib (Liva-i Karahisar-ı Sahib, Afyonkarahisar) 10. Sanjacado de Teke (Liva-i Teke, Antalya ) 11. Sanjacado de Kangırı (Liva-i Kangırı, Çankırı) 12. Sanjacado de Hamid (Liva-i Hamid, Isparta ) 13. Sanjacado de Sultanönü (Liva-i Sultanönü, Eskişehir) 14. Sanjacado de Karasi (Liva-i Karasi, Balıkesir) |  | El eyalato constaba de quince sanjacados entre 1700 y 1740: 1. Sanjacado de Kütahya (Pasha Sanjakı, Kütahya) 2. Sanjacado de Hüdavendigâr (Bursa) 3. Sanjacado de Bolu (Bolu) 4. Sanjacado de Kastamonu (Kastamonu) 5. Sanjacado de Karasi (Balıkesir ) 6. Sanjacado de Sultanönü (Eskişehir) 7. Sanjacado de Saruhan (Manisa ) 8. Sanjacado de Karahisar-i Sahib (Afyonkarahisar) 9. Sanjacado de Hamid (Isparta) 10. Sanjacado de Ankara (Ankara) 11. Sanjacado de Kânkırı (Çankırı) 12. Sanjacado de Aydin (Aydin) 13. Sanjacado de Teke (Antalya) 14. Sanjacado de Menteşe (Muğla) 15. Sanjacado de Beybazarı (Beypazarı) |